# Bud, Norge
Bud är en tätort och ett fiskeläge i Hustadvika kommun i Møre og Romsdal fylke i västra Norge. Orten ligger vid änden av fylkesväg 664 och har tidigare utgjort centralort i dåvarande Buds kommun, för att därefter tillhöra dåvarande Fræna kommun.